# Лустовка (село)
Лустовка (укр. Лустівка) — село в Нежинском районе Черниговской области Украины. Население 90 человек. Занимает площадь 0,364 км².
Код КОАТУУ: 7423388902. Почтовый индекс: 16651. Телефонный код: +380 4631.

## Власть
Орган местного самоуправления — Талалаевский сельский совет. Почтовый адрес: 16651, Черниговская обл., Нежинский р-н, с. Талалаевка, ул. Советская, 8.